# Amazing Grace (álbum)
Amazing Grace é o quarto álbum ao vivo da artista musical americana Aretha Franklin. O seu lançamento ocorreu no dia 1º de junho de 1972, através da Atlantic Records. Foi gravado durante os dias 13 e 14 de janeiro daquele ano na igreja New Temple Missionary Baptist Church, localizada em Los Angeles, sendo acompanhada do coro local The Southern California Community Choir, que é creditado como participação. O disco tem como gênero principal a música gospel, da qual Aretha sempre foi conectada desde quando começou a cantar em Detroit; seu último álbum do gênero na época foi Songs of Faith, de 1956, que marcou sua estreia no mercado fonográfico.
Naquele ponto antes da gravação de Amazing Grace, Franklin já havia se destacado na música secular como a rainha do soul. Apesar de ter sido produzido pelos seus contribuidores de longa-data como Arif Mardin e Jerry Wexler, este último havia afirmado que precisou convencer de fato a artista a gravar o LP, já que ela tinha suas próprias dúvidas se membros da religião batista iriam levar a gravação como uma ofensa. Posteriormente, ela afirmou antes das sessões de gravação que "não importa quanto sucesso eu alcancei, nunca perdi minha fé em Deus". Acompanhada da participação vocal e com piano do reverendo James Cleveland, a emissão final em álbum duplo compliou quatorze faixas, várias dessas sendo versões novas de canções cristãs, bem como outras consideradas "inspiracionais" de músicas como "You've Got a Friend", de Carole King e "Wholy Holy", de Marvin Gaye.
Considerado arriscado para a carreira de Aretha, uma vez pelas mudanças que a geração dos anos 70 atravessava, foi recebido de forma positiva pelos críticos musicais, que relataram o poder de Franklin nas interpretações com sua voz; também acabou sendo um sucesso comercial inesperado, com a sétima e 23ª colocação sendo a maior que este conseguiu alcançar nas tabelas da Billboard 200 e RPM, respectivamente. Ademais, se tornou o álbum de estilo musical cristão mais vendido nos Estados Unidos de todos os tempos, ganhando uma certificação de platina dupla pela Recording Industry Association of America (RIAA).
Contou, em 1999, com um relançamento pela Rhino Records, que foi intitulado de The Complete Recordings e colocou em dois CDs todas as músicas apresentadas nos dois dias das sessões para o registro. A apresentação também foi gravada em vídeo, com planos de um documentário que seria originalmente dirigido por Sydney Pollack na época; no entanto, a falta de recursos tecnológicos fez com que o mesmo ficasse arquivado, impedido de ser lançado pela musicista e só sendo emitido em 2018, após sua morte, seguido de um lançamento em DVD em agosto de 2019.

## Antecedentes
Franklin sempre foi bastante conectada com a religião cristã, começando sua carreira como cantora cantando música gospel na igreja de seu pai, C.L. Franklin, que era um famoso ministro, ainda quando ela era uma garota. Seu primeiro trabalho fonográfico como artista foi lançado em 1956, aos 14 anos, com o nome Songs of Faith, sendo um álbum ao vivo que obtinha quatro faixas do estilo cantadas apenas com instrumentação baseada no piano que Aretha tocou na gravação. Apesar de ter se batizado com dez anos e "aceitado Jesus Cristo como seu Senhor e salvador pessoal", como a própria já tinha afirmado, o escritor David Ware Stowe notou que a vida da mesma incluía "tipos de cruzes que outros músicos cristãos de alto perfil tinham que suportar: gravidez na adolescência, prisões por dirigir embriagada e conduta desordeira, e casamento abusivos com divórcio".
No começo dos anos 1970, Aretha já estava estabilizada na indústria musical, bem como já era reconhecida como a rainha do soul na época, fruto do contrato que fez com sua gravadora Atlantic Records, depois que sua cláusula com a Columbia havia expirado, dos quais os trabalhos lançados, em cinco anos, acabaram não alcançando o sucesso esperado. Comentando sobre a mudança de selo, Matt Dobkin apontou que sua fama não surgiu com a volta para suas raízes do evangelho, apesar de dizer que isso tenha ajudado, como também um conteúdo sobre sexo; Aaron Cohen, no entanto, contra-argumentou esta afirmação, dizendo que o motivo pelo qual o público cristão continuou consumindo sua música foi que "ela não esvaiu sexualidade ao ponto de, digamos, Marvin Gaye"; o artista, segundo ele, usa a ambiguidade em assuntos amorosos de forma "estranha" em suas canções, como em "Let's Get It On", enquanto Aretha havia escolhido um papel diferente.

## Desenvolvimento

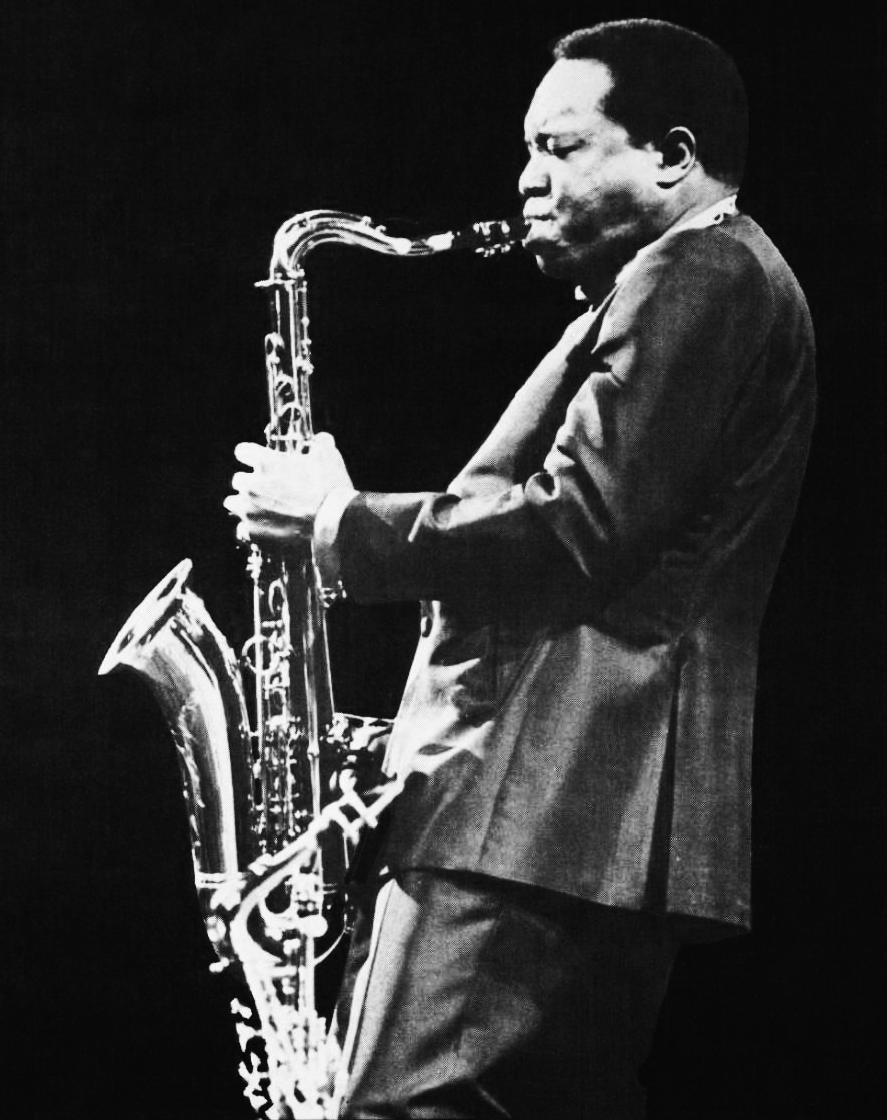
A morte de King Curtis (imagem), que participou com Aretha de uma apresentação no Fillmore West, foi vista como um dos motivos pelos quais a artista quis gravar novamente em uma igreja.

Cohen diz em sua obra que "em algum ponto antes, durante ou depois da apresentação no Fillmore West, a cantora decidiu voltar a igreja para uma gravação ao vivo diferente, isso é claro". Ele fala, porém, que os motivos dois quais a levaram para esta decisão são obscuros, e que a possível razão para isso tenha sido o assassinato de King Curtis após a morte de Luther King Jr. anos antes. Produtor e até então vice-presidente da Atlantic, Wexler estava popularizando a música cristã em sua editora discográfica, uma vez que artistas como os da Motown e Dionne Warwick estavam levando a mesma para um outro patamar de sucesso comercial. Não se sabe ao certo se foi Wexler ou Franklin que deram a ideia do projeto; especula-se que deva ter sido ambos, uma vez que Aretha já conhecia James Cleveland por ser seu mentor de infância, e Wexler do sucesso comercial que uma de suas obras no evangelho, Peace Be Still (1963), havia obtido. Cleveland posteriormente seria uma figura importante para a execução de Amazing Grace, sendo creditado no álbum e participando do mesmo nos vocais e tocando piano.
A gravação havia sido anunciada ainda no outono de 1971 por Aretha para a revista Ebony, da qual afirmou "não querer soar falsa sobre isso, por eu sentir um real parentesco com Deus, e é o que me ajudou a me tirar dos problemas que enfrentei". Ela ainda afirmou estar bem e com saúde, e afirmou que a razão para isto era que "durante os anos, não importa quanto sucesso eu tenha alcançado, nunca perdi minha fé em Deus". Entretanto, Jerry Wexler, um dos produtores do disco, afirmaram que originalmente a cantora estava "aterrorizada" com a ideia de membros da religião batista verem o projeto como ofensa. No livro The Queen of Soul, escrito por Mark Bego, ele ainda disse que Franklin, "vinda de uma família da igreja, tinha muitos escrúpulos em fazer e eu podia a entender. Houve um grande sentimento neste momento sobre as pessoas que deixaram a igreja e estavam cantando a música do diabo. Havia vergonha e culpa, e você não podia voltar atrás. Quando Sam Cooke se tornou pop, ele nunca voltou atrás e fez outra nota de gospel". Ele ressaltou que a cantora "não queria opróbrio da igreja, afinal, ela é uma pessoa profundamente religiosa, e foi educada no ministério, e havia todas as pessoas do evangelho ao seu redor, as 'Claras Wards' e os 'James Clevelands'. Ela tinha muitos escrúpulos em entrar e fazer música na igreja, enquanto aqui ela estava cantando blues e jazz — 'profanando', por assim dizer".
Ensaios para o dia dos registros oficiais começaram ainda no final de 1971. Este processo começou com Cleveland, Franklin e pelo coro local chamado para a apresentação, o The Southern California Community Choir. Durou por algumas semanas, antes que a seção rítmica se juntasse a eles. Uma matéria intitulada de "Aretha retorna ao gospel" e feita pela Soul, uma revista sobre entretenimento negro baseada em Los Angeles, explicou este processo de aprimoramento antes que as gravações realmente começassem. No artigo, Cleveland afirmou que o processo tinha começado dois meses antes do registro em áudio, quando a Atlantic havia informado que Aretha o convidou para que eles gravem juntos, o que ele afirmou ser "mais do que apenas um gesto amigável". Ele acrescentou que ela tinha sido mencionada sobre isso por ele há muitos anos, mas parecia que o mesmo "nunca soube que isso realmente aconteceria". O diretor do coro, Alexander Hamilton, descreveu como foi ensaiar os mesmos para o evento, dizendo que este tipo de canto "é o mais difícil, porque requer precisão. Na música gospel, falamos muito sobre o espírito de Deus. Alguns tendem a levar isso movendo-se com o espírito para dizer como que você pode apenas fazer o que você sente, ou ir do jeito que você sente vontade de ir". Além disso, afirmou que James trouxe para os coristas o seu conhecimento próprio em ter trabalhado com coros, e disse que ele fez isso por muitos anos "sabendo o que funciona e o que não funciona".
Após a chegada da maior parte da seção rítmica na igreja algumas semanas depois para ensaios, o coro já estava de forma decorada. Nestes, estavam Chucky Rainey, que tocou o baixo elétrico, e Bernard Purdie, que tocou a bateria. O último afirmou que o grupo, no primeiro ensaio, havia começado a performar "Wholy Holy", de Marvin Gaye, com Franklin. O guitarrista Cornell Dupree disse que a preparação foi "com alma, e nenhuma pressão sob qualquer pessoa — sempre em frente: você toca, sente, vê onde você vai e faz o seu trabalho". Todavia, o baixista reconheceu que Cleveland "falava demais, e isso é um músico falando. Muita explicação disso, muito disso", afirmando que o pregador "teve que garantir que todos entendessem que aquilo era sua igreja, que ele estava no comando. Ele estava tentando proteger o seu chão, mas eu não me queixo sobre isso. É uma coisa, nós estávamos em Los Angeles e o que mais vamos fazer? Você quer que isso seja tão bom quanto possivelmente pode". Rainey também notou que Hamilton parecia estar assumindo uma grande parte da responsabilidade durante esses ensaios, comentando que "James iria pedir Alexander Hamilton para fazer algo aqui, fazer algo lá e é tudo sobre Hamilton enquanto Cleveland levou o crédito. [...] Você não lembra-se de trinta rostos, mas você se lembra do diretor de coro. Um diretor de coral basicamente sabe mais sobre música do que qualquer um".

## Gravação
O álbum foi gravado em duas noites entre 13 e 14 de janeiro de 1972 na igreja de Cleveland, a New Temple Missionary Baptist Church, localizada em Los Angeles, Califórnia. Aretha foi a vocalista principal em todas as músicas, e sendo acompanhada por Cleveland em músicas como "Precious Memories". Em todas as músicas contidas no álbum, a cantora foi apoiada pelo coral local The Southern California Community Choir. Destaques do álbum incluem uma versão de "Mary, Don't You Weep", de Inez Andrews, uma versão "poderosa" de “How I Got Over”, de Clara Ward, e uma "gloriosa" versão de dez minutos de "Amazing Grace". Três das músicas do álbum são versões "inspiradoras" de duas canções contemporâneas dos anos 70, sendo elas "You've Got a Friend", de Carole King e "Wholy Holy", de Marvin Gaye, além de uma versão gospel de "You'll Never Walk Alone", originalmente gravada por Rodgers & Hammerstein. A cantora também reprisou a música "Never Grow Old", que ela já havia gravado no seu primeiro material.
Cohen conta em sua obra sobre o álbum que a empresa de Wally Heider tornou-se a equipe para um desempenho confiável no campo crescente da gravação multicanal "remota" na Califórnia, tendo feito sessões como a do disco Otis Redding Live na Sunset Strip. Meses antes da sessão inicial, a empresa havia se mudado para um estúdio móvel integrado com dezesseis canais, em contrapartida ao padrão que a empresa tinha na época — apenas oito. Ray Thompson projetou a sessão de gravação para Heider, e o produtor e arranjador Arif Mardin também estava no caminhão que levava o equipamento. Wexler parecia estar em perpétuo movimento ao longo do filme — presumivelmente correndo do caminhão para a igreja —, mas ele disse numa entrevista que seu papel durante o gravação foi limitada, e afirmou que "não havia nada que eu realmente tivesse que fazer a não ser sentar lá e ser uma testemunha. Lembre-se, estes eram serviços oficiais da igreja. Eu não poderia parar e dizer: 'Vamos ensaiar aquelas oito barras novamente'. Tinhamos que ir para frente. Nós não paramos para qualquer coisa, exceto se eles parassem por conta própria".
Ainda comentando sobre a gravação, ele disse que estava apenas interessado em "trazer para a casa uma boa master do LP", então ele considerou o diretor Sydney Pollack para documentar com sua equipe de filmagem em "uma reflexão tardia". Considerando que era Aretha, os congregantes aceitaram as câmeras de cinema, luzes e o que parecia ser uma equipe de filmes desalinhada. Hamilton disse que o coro e os músicos foram capazes de contornar todos eles, pois eles sabiam que este era um tipo diferente de situação. Ele afirmou:
| “ | A única coisa que você não quer é as coisas com as luzes e o diretor para distraí-lo de fazer o que você é capaz de fazer. Ele tinha uma câmera na piscina batismal, atrás da filmagem do coro. Isso foi OK para ser feito? Nãoooo. As boas irmãs e irmãos da igreja teriam ficado bravos! Normalmente, alguém subindo lá com uma câmera, seria batizada de verdade! | ” |

Cleveland começou ambas as noites com alguns observações de abertura, como as realizações de Franklin como cantora, e um lembrete de que, apesar das câmeras, "todos deveriam estar conscientes de que estão em uma igreja". Isso foi seguido de um instrumental de "On Our Way" por Ken Lupper, bem como o processional coral entrou cantando a marcha tradicional. Wexler descreveu os trajes do coro e como elas realmente pareciam diferentes. Como a abordagem da música de Cleveland, os cantores evitaram uma vestimenta tradicional, sendo "um pouco mais longe do que apenas roupas modernas, ou como o glamour dos Ward Singers e Gay Sisters". O uniforme de todos os coristas foram coletes de prata, e as camisas pretas "pareciam ser emprestadas por Hamilton"; ele mesmo posteriormente disse que isso resultou de uma conversa, da qual Cleveland insistiu que eles "competem contra outros coros, e eles tiveram que ofuscar visualmente seus rivais tanto como fora deles". Segundo o livro 33⅓, foi uma lição de Cleveland que Franklin nunca perdeu, uma vez que "suas roupas brilhavam enquanto caminhava os corredores em direção ao púlpito para ela começar a cantar".

## Composição

### Lado A e B

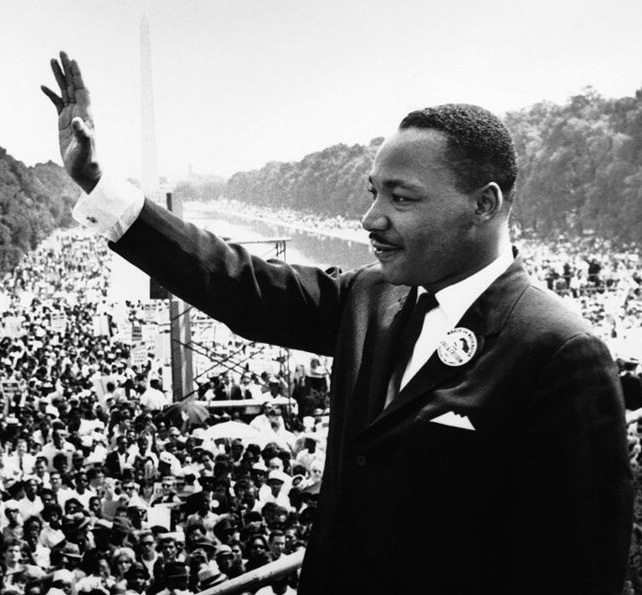
A segunda faixa do disco apresenta um pot-pourri com a canção "Precious Lord, Take My Hand", da qual Franklin já havia cantado no funeral de Martin Luther King Jr. (foto), e com a faixa "You've Got a Friend", composta por Carole King.

O álbum começa com uma música que Franklin cantou no final da segunda noite, que foi "Mary, Don't You Weep". A canção é principalmente tirada do Novo Testamento no capítulo de João (11: 1–45), onde Jesus levanta Lázaro dos mortos diante de suas irmãs Maria e Marta de Betânia. No LP, a longa introdução de Cleveland tornou-se abreviada nas palavras "senhorita Aretha Franklin". A partir deste momento, o coro repete lentamente a linha "Oh, oh, Maria" com a precisão rítmica que os ensaios de Cleveland tinham sido instilados. Na entrega da composição de Andrews, Aretha havia falado, gritado e declamado, sem enfatizar a melodia da música. Ela também traz palavras, frases de bairros com população negra na frente, como o "Force isso em mim" do refrão de "Respect" e o "O que é isto" de "Rock Steady", ambas clássicos de carreira; segundo Cohen, isso era algo que o compositor original da canção "faria, mas não foi capaz de fazer nos mais conservadores anos 50". Franklin começa a ditar a frase "Maria, não gema, escute, querida irmã, não gema" de forma ad libitum, assumindo a perspectiva de Jesus relacionando Êxodo à Maria antes de ressuscitar Lázaro. Ainda no livro sobre o álbum, foi dita sobre a possibilidade "que Sua ressurreição dos mortos possa ser tomado como uma metáfora para chamar as armas de um povo na turbulência da era dos pós-direitos civis. Ou poderia ser apenas o jeito que Franklin enfatizou o nome, e o coro e os congregantes responderam". A segunda faixa do disco é um pot-pourri entre "Precious Lord, Take My Hand", com autoria de Thomas A. Dorsey e "You've Got a Friend", música composta por Carole King da qual foi apresentada primeiramente em seu disco de maior êxito, Tapestry, de 1971; mais tarde, a cantora explicaria que a intenção de cantar ambas as canções — sendo a primeira interpretada pela artista no funeral de Martin Luther King Jr. — era "colocar um sucesso pop em uma estrutura do evangelho. Isto funcionou". Hamilton afirmaria que esta mistura veio como uma ideia de Aretha, e que "ela foi a que eu ouvi presente nisto. Mais uma vez, veio naturalmente. Não é sobre 'e se', é sobre 'como'. Você ouve certas coisas, e nós resolvemos dessa maneira". Cohen falou sobre os pontos fortes de Cleveland que Bernard Purdie viu na canção, com este dissertando que, enquanto a banda saia e parava antes de cada linha, "ele dizia certas coisas e antes que você percebesse, um sussurro era como mil vozes. Mas é assim que este homem era bom. Ele sabia como trabalhar um público, mas ele trabalhou o coro da mesma maneira". É vista uma possibilidade na faixa pelo escritor com relação a Aretha, declarando a combinação de "uma canção de referência por um homem afro-americano com um sucesso popular, então recente, escrito por uma mulher judia. Talvez esta fosse uma afirmação feminista da parte de Aretha, ou talvez a ligação dela tenha emergido dentro de suas conexões próprias".
Com Aretha cantando na nota de ré sustenido junto ao seu mentor, a terceira faixa "Old Landmark" é um sucesso gospel de 1951 cantado originalmente pelas Ward Singers, das quais tinham Clara Ward, uma das convidadas para ver a gravação de Amazing Grace, nos vocais principais. O livro sobre o LP conta que a faixa "é construída com dísticos repetidos que um vocalista excitante, como Franklin, transforma através de mudanças constantes na ênfase", ainda comparando como esta mesma técnica funcionou para artistas de palavra falada; Horace Clarence Boyer apontou que "[Luther] King Jr. usou uma técnica semelhante quando ele repetiu "Eu tenho um sonho" quinze vezes no seu discurso de agosto de 1963 em Washington. A primeira parte do LP é terminada com "Give Yourself to Jesus", que é uma faixa instrumental gravada algum tempo após as performances para o disco, com os vocais de Franklin sendo adicionados algum tempo depois disso, de acordo com produtor da reedição do Amazing Grace. Segundo o livro sobre o disco, a faixa "prenuncia o que se tornaria conhecido como gospel contemporâneo", não sendo "uma das canções de gospel tradicional do qual Franklin teria ouvido de seus heróis musicais da infância"; foi composta por Robert Fryson, que fez a música para o grupo Voices Supreme. O coro transmite um "tom imparcial", em contraste com a extroversão de Franklin na última faixa, com Cohen notando sua contenção vocal. A artista faz ênfases inesperados, como na linha “Dê-se ao mestre", onde seu sotaque está na preposição da frase, e não em seu objeto. Esta faixa acaba com uma recitação da Bíblia no Salmo 23, da qual abriga uma famosa linha sobre proteção divina enquanto o Rei David caminhava pelo vale da morte; a cantora deixa, ainda segundo o livro, "todas as inferências — pessoais e sociais — abertas". O lado B do primeiro disco se inicia com "How I Got Over", um hit gospel de Ward em 1950. Isso, segundo Cohen, "seria assustador sob quaisquer circunstâncias. Mas teria sido particularmente formidável com Ward e sua mãe nos bancos, embora que elas não pareciam protestar contra Franklin cantando em uma chave (F) um passo e meio acima de Ward (Ab)". Fazendo uma revisão para o livro, ele ainda ressalta que a apresentação de Franklin da faixa no disco "demonstra o quão perto ela estava de Ward, especialmente quando comparado com a versão popular de Mahalia Jackson em 1951. [...] A cobertura assertiva de Franklin da música de Ward reconheceu sua influência enquanto tornou-se um veículo para ela destacar sua própria identidade — assim como fez dez anos antes através de seu tributo à Dinah Washington". Franklin cantou com uma voz é um pouco mais aguda do que a da faixa original, e o ponto mais alto da faixa se caracteriza pela enfatização no "Eu" do título com os gritos que permeiam seu trabalho popular. A batida, da qual o restante da seção rítmica também toca, se caracteriza como "pentecostal por definição, mas também pode ser descrito como funk". Segue-se "What a Friend We Have in Jesus", um número que "era frequentemente realizado em igrejas, e para que ela pudesse absorvê-lo de qualquer lugar". O autor diz que Franklin "deve ter conhecido a versão de Roberta Martin do ano de 1950 com o organista Willie Webb, especialmente considerando a história de Cleveland com os Roberta Martin Singers"; no entanto, ele nota que enquanto Martin a cantava como uma música lenta e de lamento conversacional, deliberadamente arrastando na linha sobre a "dor desnecessária que suportamos", Franklin transforma em uma celebração. Com 11 minutos e "livre de qualquer restrições do medidor", a faixa-título na voz de Franklin foi uma das contribuições que a faixa teve para que começasse a ser mais gravada por artistas; das 457 gravações lançadas comercialmente da canção realizadas pela Biblioteca do Congresso, 97% eram entre 1971 e 2001, segundo o livro Amazing Steve (2002) de Steve Turner. Ele ainda ressalta que a cantora teve uma propriedade na faixa com sua "gama superior e improviso brilhante". Iniciando-se com um murmúrio, a música gradualmente segue o coro. Praticamente todas as vogais são estendidas, mas então ela corta todas enquanto entrega a linha "Quando estivemos aqui no meio" como uma espécie de proto-rap. As frases "Em frente" e "Oh, sim" não são apenas "interjeições improvisadas" que Turner observa, "mas são empilhadas em direção à aquele grito evangélico facilmente identificável no fim da música".

### Lado C e D
Iniciando o primeiro lado do segundo LP, Franklin canta "Precious Memories" "em um dueto com um forte homólogo masculino" juntamente a Cleveland. Comparando com o final da apresentação de Aretha em Fillmore West, onde a artista canta junto a Ray Charles, Cohen ressalta: "Franklin canta versos alternativos com Cleveland em vez de se misturarem juntos. Tudo isso funciona por vários motivos, com a dinâmica de chamada e resposta entre pregador e congregação sendo a mais óbvia. Mas também tem um contraste divertido, [já que] Cleveland é um barítono estridente, e decididamente que Franklin não". Na faixa, também são usados ad-libs e gemidos de boca fechada, ao passo em que este último é feito pela artista após uma passagem de James em que ele diz: "De vez em quando você ficará um pouco sozinho". É ainda ressaltado que a canção demonstra a simetria do álbum, uma vez que é tocada na chave D#, da qual nunca é repetida no material completo. A música mais curta do álbum, segue-se "Climbing High Mountains", considerada "um tiro direto para o blues" e que "adiciona uma mensagem positiva ressoando durante uma encruzilhada na imediata era pós-direitos civis"; no entanto, Hamilton relutou em atribuir a gravação de uma música como se "atingisse montanhas altas a qualquer ponto específico do tempo". Ele afirma: "[...] Você está pegando palavras bíblicas do evangelho da Bíblia, então há apenas tantos assuntos básicos que você poderia ter. Para a maioria dos antigos espirituais, era sobre ir para a terra prometida, subir daqui para lá, ou ir para um lugar melhor ou simplesmente passar por esse. Ou confiar em Deus para levá-lo daqui para lá". Após a canção, se começa um sermão por C.L. Franklin, pai de Aretha, que afirma que a cantora "é apenas uma cantora de pedra" e´que "ela nunca deixou a igreja". A razão para a inclusão do discurso dele antes do último quarto do álbum, segundo o livro sobre o álbum, foi "talvez para garantir que os compradores de Amazing Grace não pulem as palavras faladas. Ou, possivelmente, pela cantora ter um discurso que se deve muito ao pai, foi sobre como manter o fluxo familiar".

## Lista de faixas
| Lado A |                                                       |                                               |         |  |
| N.º    | Título                                                | Compositor(es)                                | Duração |  |
| 1.     | "Mary, Don't You Weep"                                | Spiritual                                     | 7:29    |  |
| 2.     | "Precious Lord, Take My Hand" / "You've Got a Friend" | Thomas A. Dorsey, Frank Frazier / Carole King | 5:34    |  |
| 3.     | "Old Landmark"                                        | W. Herbert Brewster, Adeline M. Brunner       | 3:40    |  |
| 4.     | "Give Yourself to Jesus"                              | Robert Fryson                                 | 5:16    |  |

| Lado B |                                  |                                            |         |  |
| N.º    | Título                           | Compositor(es)                             | Duração |  |
| 1.     | "How I Got Over"                 | Clara Ward                                 | 4:22    |  |
| 2.     | "What a Friend We Have in Jesus" | Joseph M. Scriven, Charles Crozat Converse | 6:03    |  |
| 3.     | "Amazing Grace"                  | John Newton                                | 10:45   |  |

| Lado C |                                     |                |         |  |
| N.º    | Título                              | Compositor(es) | Duração |  |
| 1.     | "Precious Memories"                 | J.B.F. Wright  | 7:20    |  |
| 2.     | "Climbing Higher Mountains"         | Tradicional    | 2:32    |  |
| 3.     | "Remarks by Reverend C.L. Franklin" |                | 1:56    |  |
| 4.     | "God Will Take Care of You"         | Tradicional    | 8:48    |  |

| Lado D |                           |                                           |         |  |
| N.º    | Título                    | Compositor(es)                            | Duração |  |
| 1.     | "Wholy Holy"              | Marvin Gaye, Renaldo Benson, Al Cleveland | 5:30    |  |
| 2.     | "You'll Never Walk Alone" | Richard Rodgers, Oscar Hammerstein II     | 6:31    |  |
| 3.     | "Never Grow Old"          | Tradicional                               | 9:57    |  |

Nota
- Adeline M. Brunner também é conhecido como Herman Lubinsky.[40]